# Donna Fletcher Crow
Donna Fletcher Crow – amerykańska pisarka.
Jest autorką ponad 35 książek, w większości dotyczących historii chrześcijaństwa w Wielkiej Brytanii, w tym wielokrotnie nagradzanej Glastonbury: The Novel of Christian England i składającej się z sześciu części sagi The Cambridge Chronicles oraz powieści sensacyjnej Morderstwo w klasztorze.
Jest świecką członkinią anglikańskiej Wspólnoty Zmartwychwstania (Community of the Resurrection) w Mirfield.